# 1,2-Diiodoéthane
Le 1,2-diiodoéthane est un halogénoalcane, le dérivé doublement iodé de l'éthane. C'est un isomère du 1,1-diiodoéthane.
Le 1,2-diiodoéthane se présente sous la forme de prismes monocliniques jaunes avec un point de fusion supérieur à 80 °C.
Il est principalement utilisé en synthèse organique pour la préparation d'iodure de samarium(II) ou d'iodure d'ytterbium(II) dans le THF :
{\displaystyle \mathrm {Sm\ +\ ICH_{2}CH_{2}I\ {\xrightarrow[{}]{THF}}\ SmI_{2}\ +\ H_{2}C{=}CH_{2}} }